# Anna Anderson

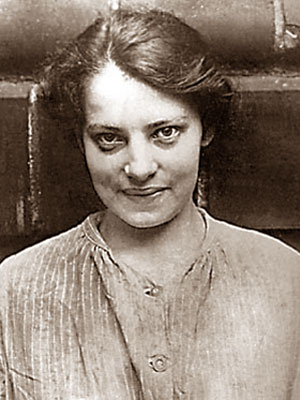
Anna Anderson

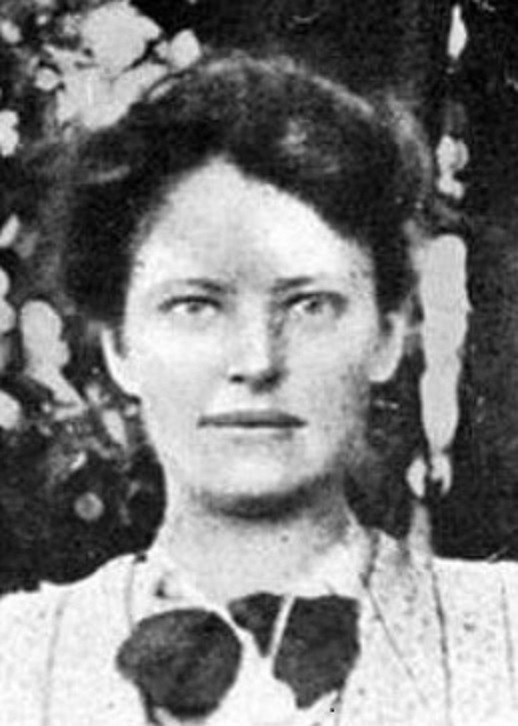
Franziska Schanzkowska

Anastasia Manahan, ook bekend als Anna Anderson, (16 december 1896 – 12 februari 1984) is de bekendste van de vrouwen die zich voordeden als grootvorstin Anastasia, de jongste dochter van tsaar Nicolaas II van Rusland en tsarina Alexandra Fjodorovna. Anastasia werd geboren op 5 juni 1901 en zou in de nacht van 16 op 17 juli 1918 met haar andere gezinsleden zijn vermoord door de bolsjewieken. Anna Anderson werd door velen herkend als grootvorstin Anastasia, maar anderen zeggen dat ze de Poolse Franziska Schanzkowska  (16 december 1896 – verdwenen in 1920) was.
In 2008 wees DNA-onderzoek op de overblijfselen van twee in 2007 gevonden lichamen echter uit dat de hele tsarenfamilie wel degelijk was vermoord en daarmee dat de bewering dat Anna 'Anastasia' zou zijn dus niet juist was.

## Fräulein Unbekannt
In de nacht van 17 februari 1920 sprong een vrouw van ongeveer twintig jaar van een brug in Berlijn in een poging om zelfmoord te plegen. Deze poging mislukte, doordat ze uit het water werd gered door een politieofficier, en naar het ziekenhuis gebracht. De vrouw had geen identiteitsbewijs of geld bij zich en weigerde te vertellen wie ze was. Ze werd naar een psychiatrische inrichting gestuurd, waar ze bekend kwam te staan onder de naam “Fräulein Unbekannt”, en waar ze twee jaar lang verbleef. Ze weigerde foto's van zich te laten maken en mengde zich niet in gesprekken. Ze trok zich compleet terug van de werkelijkheid.
In januari 1922 kwam een andere patiënt uit de inrichting vrij, die verklaarde grootvorstin Tatjana te hebben gezien. Dit gerucht verspreidde zich snel, al waren de verpleegsters ervan overtuigd dat de onbekende vrouw niet grootvorstin Tatjana, maar haar jongere zusje Anastasia was. Toen de vrouw uit de inrichting kwam, werd ze door de familie Von Kleis onder haar hoede genomen. Daar onthulde ze haar eerste naam en haar verhaal.

## Haar verhaal
De onbekende vrouw, die zichzelf Anastasia Tschaikovsky noemde, vertelde in een warrig verhaal wat er met haar zou zijn gebeurd. Ze zei door een Russisch-Poolse soldaat, Alexander Tschaikovsky, uit het Ipatiev-huis te zijn gered, waar de tsaar en zijn gezin waren geëxecuteerd. Ze was een aantal keer gestoken met bajonetten, maar had deze aanvallen overleefd, doordat de bajonetten stomp waren. Na de executie zag Alexander Tschaikovsky dat de grootvorstin nog bewoog en in de chaos van die avond hadden hij en zijn broer Sergej haar in veiligheid gebracht.
De Poolse familie van Alexander nam Anastasia onder haar hoede en vond juwelen in het korset van de grootvorstin. Met de juwelen wisten ze hun reis naar Roemenië te bekostigen. Tijdens de reis had de grootvorstin hevige koortsen vanwege de geïnfecteerde wonden van de bajonetsteken. Onderweg werd ze verzorgd in een klooster aan de Roemeense rivier de Dnjestr, waar ze wat opknapte. Toen de dreiging van de bolsjewieken groter werd, reisden ze verder. Ze kwamen aan in Roemenië en vestigden zich in Boekarest. Daar werd Anastasia door Alexander verkracht. Toen ze erachter kwam dat ze zwanger was, sloten ze een huwelijk. Vlak voordat Alexander werd vermoord in een straatgevecht, beviel Anastasia van een zoon. Anastasia was erg opgelucht door Alexanders dood en ze liet haar zoontje, het resultaat van een verkrachting, in een weeshuis plaatsen. Er is nooit bewijs gevonden voor het bestaan van Alexander Tschaikovsky.
Vanuit Boekarest zou Anastasia met Sergej naar Berlijn zijn gelopen om prinses Irene van Hessen-Darmstadt, Anastasia’s tante, op te zoeken (dit is vreemd gezien het feit dat in Roemenië een familielid van Anastasia, koningin Marie van Roemenië, woonde). Tegen de tijd dat ze in Berlijn aankwam, was ze Sergej kwijtgeraakt. Toen Anastasia het paleis van Irene in Berlijn bereikte, was ze daar echter niet naar binnen gegaan, omdat ze bang was dat Irene haar niet zou herkennen als haar nichtje. Vermoeid van alles wat haar overkomen was, besloot ze toen zelfmoord te plegen en sprong ze van een brug.

## Identificatie
In 1925 reisde grootvorstin Olga Aleksandrovna van Rusland (Anastasia’s tante), die de Russische Revolutie had weten te overleven en zich in Denemarken had gevestigd, af naar Berlijn om de vrouw, die zich inmiddels Anna Anderson noemde, te ontmoeten. Grootvorstin Olga bracht enkele dagen door met de patiënt, maar kwam uiteindelijk tot de conclusie dat de vrouw niet haar nichtje was. Ook Pierre Gilliard, de privé-leraar van de kinderen van de tsaar, en andere bekenden van de grootvorstin herkenden de vrouw niet als Anastasia. Veel familieleden ontmoetten de vrouw, maar keerden weer teleurgesteld terug.
Andere mensen die grootvorstin Anastasia hadden gekend, waaronder een groot aantal familieleden, herkenden Anna Anderson echter wel als de grootvorstin. Twee jeugdvriendinnen van Anastasia herkenden haar onmiddellijk, toen ze haar zagen. Ook stelden ze vragen aan de vrouw over een spelletje dat ze altijd speelden, en de vrouw wist daarover juiste en gedetailleerde verhalen te vertellen. Ook werden een aantal littekens en moedervlekken van de vrouw herkend.

## Onderzoek
Rond diezelfde tijd haalde Anna Anderson herinneringen op aan een bezoek van Anastasia’s oom, groothertog Ernst Lodewijk van Hessen-Darmstadt (Alexandra’s broer), aan Rusland in 1916 tijdens de Eerste Wereldoorlog. De Duitse groothertog startte meteen een onderzoek naar de vrouw; als het inderdaad waar zou zijn dat de groothertog een bezoek had gebracht aan het vijandige Rusland, zou dat verraad zijn. Uit het onderzoek van groothertog Ernst Lodewijk kwam naar voren dat Anna Anderson misschien Franziska Schanzkowska zou kunnen zijn. Franziska Schanzkowska was een Poolse fabrieksarbeidster in Berlijn, die was verdwenen rond de tijd dat “Fräulein Unbekannt” in het ziekenhuis werd opgenomen. Franziska zou veel littekens hebben overgehouden aan een ongeluk in een handgranaatfabriek tijdens de Eerste Wereldoorlog, maar Anna Anderson beweerde dat haar littekens het gevolg waren van de mislukte executie in het Ipatiev-huis. Franziska’s broer Felix verklaarde aanvankelijk dat Anderson zijn zus Franziska was, maar de verklaring die hij ondertekende sprak alleen van een "sterke gelijkenis", benadrukte fysieke verschillen, en zei dat hij haar niet herkende. Jaren later zei de familie van Felix dat hij wist dat Anderson zijn zus was, maar hij had ervoor gekozen haar te laten in haar nieuwe leven, dat veel comfortabeler was.
In 1938 bracht Anna Anderson de zaak voor het Duitse hof. De zaak werd pas in 1970 afgerond en het hof stelde vast dat Anderson geen bewijs had dat ze grootvorstin Anastasia was. Tegenstanders van Anderson wezen op het feit dat ze geen Russisch sprak en het alleen kon lezen, maar Anderson zelf verwierp dit door te zeggen dat ze weigerde de taal te spreken van de mannen die haar familie hadden vermoord. Medestanders van de vrouw verwezen naar verschillende uitspraken van Anderson over dingen die alleen Anastasia kon weten. Ook bleek uit onderzoek dat uit foto’s bleek dat Anastasia en Anderson dezelfde oren hadden en dat hun handschrift identiek was. Ook hadden ze dezelfde voetafwijking.

## Huwelijk en overlijden
Anderson verhuisde naar de Verenigde Staten, waar ze enkele jaren op Long Island woonde met prinses Xenia, een kleindochter in mannelijke lijn van grootvorst Michael Nikolajevitsj van Rusland en dus een achterkleindochter van de laatste tsaar: Nicolaas II van Rusland. Jaren later, in 1968, trad Anderson in het huwelijk met de rijke John Manahan. Hij was toen 49, terwijl Anderson al 70 jaar oud was. Ze leefden in Charlottesville in Virginia, waar Anna Manahan in 1984 stierf aan een longontsteking. Ze werd gecremeerd, zoals ze had gewild. Uit het huwelijk werden, uiteraard, geen kinderen geboren.

## DNA-onderzoek
In 1991 werden de lichamen van de tsaar en zijn gezin ontdekt. Er werd geconcludeerd dat er twee lichamen ontbraken: dat van Aleksej en een van de twee jongste dochters (dus Maria of Anastasia). Het DNA werd vergeleken met dat van prins Philip Mountbatten, wiens grootmoeder Victoria Maria van Hessen-Darmstadt de zus van Alexandra was. Hieruit bleek dat de lijken inderdaad die van de tsaar en zijn gezin waren.
Op deze manier wilde men ook onderzoeken of Anna Anderson grootvorstin Anastasia kon zijn. Het probleem was echter dat het lichaam van Anderson was gecremeerd en daardoor geen DNA meer bevatte. Maar er was nog wel DNA van Anderson; namelijk in het Martha Jefferson Hospital van Charlottesville, waar Anderson in 1979 een darmoperatie had ondergaan. Bij die operatie was een klein deel van haar darm verwijderd en bewaard in het ziekenhuis. Na een lange en ingewikkelde rechtszaak mocht het weefsel worden gebruikt voor een DNA-onderzoek. Het DNA van Anderson bewees dat zij geen familie was van Philip Mountbatten en dus geen tsarendochter was. Een andere DNA-test wees uit dat het DNA van Anderson wél overeenkomsten had met dat van Carl Maucher, een achterneef van de vermiste Franziska Schanzkowska. De resultaten van het onderzoek van groothertog Ernst Lodewijk van Hessen-Darmstadt waren dus wel degelijk juist.

## Geruchten
Aanhangers van Anderson beweerden echter dat het weefsel niet van haar was geweest, maar dat het was verwisseld met het DNA van een ander familielid van Carl Maucher. Dit zou zijn gebeurd, omdat het bestaan van de grootvorstin verschillende partijen helemaal niet goed uit zou komen. Anderson beweerde namelijk dat de tsaar geld had gestort in het buitenland, wat leidde tot ongefundeerde geruchten over een groot fortuin in Engeland. Maar behalve een relatief kleine storting in Duitsland, verdeeld over de erkende relaties van de tsaar, werd er nooit geld gevonden.
Dat Anna niet een van de tsarendochters was, staat inmiddels wel vast. In april 2008 werden de laatste lichamen van de vermoorde tsarenfamilie geïdentificeerd door een Amerikaans team van onderzoekers.